# 時間です!林編集長
『時間です!林編集長』（じかんです!はやしへんしゅうちょう）は、ラジオ関西で放送されていた報道番組である。
本稿では本番組から枝分かれする形の金曜版として、2012年4月6日から2019年9月27日まで放送されていた『時間です!古田編集長』（じかんです!ふるたへんしゅうちょう）も扱う。

## 概要
2010年度ナイターシーズン中は原則として16:30 - 17:55であるが、月曜・火曜・木曜のラジオ関西ジャイアンツナイターのうち、交流戦等予備日・移動日による試合開催がない場合、及び一部の放送権が得られなかった試合（巨人戦が祝日開催のデーゲームで行われる場合も含む。この場合RFラジオ日本とぎふチャンは録音ナイターを放送するが、ラジオ関西では試合日により録音ナイターをしない日がある。月曜日については巨人戦がRF・GBSで放送される試合があっても定時番組の関係で放送なし。）が該当する日については19:00までとなる。2012年度からはこの方式を水曜日にも適用していたが、2015年からは、ナイター中継が基から予定されていない日の予備番組の放送時間を全て17:55 - 21:00の185分に統一することにしたため、2015年度上半期は月曜を除き17:40までの放送となる。
2012年4月からは、林真一郎アナの担当は月曜から木曜のみとなり、金曜は古田彰満をメインキャスターとして『時間です!古田編集長』に改題される。
2015年度から、月曜 - 木曜は『歌声は風にのって』を16:00 - 16:30のフロート番組として挿入しながら、15:00の開始に前倒しとなった。2019年4月からは、金曜版の『 - 古田編集長』も15:00開始となる一方で『西松屋presents 美帆の子育てそれいいね!』開始に伴い、本編は17:42終了となった（ただし、アシスタントの木谷が兼務しているため、同番組をフロート番組と扱い、引き続き17:50までの番組と表記される場合がある）。
2019年10月から、金曜の同時間帯に『春名優輝 PUSH!』が開始されることに伴い、金曜版の『 - 古田編集長』については同年9月27日を以って終了、翌2020年4月の番組改編から同番組を発展拡大させた『PUSH!』の放送開始に伴い、同年3月31日を以て放送を終了した。

## 出演者

### パーソナリティー
- 林真一郎（メインキャスター）※2012年4月より月 - 木曜メインキャスター。
- 古田彰満（報道記者、今日の一滴やニュース最前線のコーナーに登場）※2012年4月より金曜メインキャスター。体調不良により、2019年8月以降金曜版終了まで休演（事実上降板）。

### アシスタント
2015年度から放送時間が拡大されたのに伴い、女性アシスタントが加わる（金曜は2019年4月から）。『歌声は風に乗って』のコーナーは単独DJとなる。
- 関真由美（月・火曜、2015年4月から2016年3月まで）
- 鎌田香奈（水・木曜、2015年4月から2016年3月まで）
- 鶴渕さやか（月・火曜、2016年4月から2018年3月まで）
- 野村朋未（水・木曜、2016年4月から2018年3月まで）
- 池田奈月（月〜木曜、2018年4月2日から2019年3月まで。同年4月から水・木曜のみの担当となるが、気管の病気のため出演を見合わせ、4月19日付で休演が発表された）
- 津田明日香（月・火曜、2019年4月から番組終了まで）
- 木谷美帆（水・木曜、2019年5月から番組終了まで。当初は金曜のみ担当していたが、後述の理由により水・木も担当。金曜は2019年4月から9月の番組終了まで（古田の休演以降はパーソナリティ兼務））

### その他
- 国広正夫（火曜日・水曜日ニュースデスク担当）
- 岩崎和夫（金曜日ニュースデスク担当）
- 小田根実穂（木曜日ニュースデスク担当）
- 久保佳代（月曜日ニュースデスク担当）
- 谷五郎（月1回出演）
- 井戸敏三（兵庫県知事、月1回出演）

## タイムテーブル
※放送終了当時 時間は目安

### 第1部
- 15:00 - オープニングとメッセージのテーマ発表
- 15:40 - 岩本初恵幸せを連れてくる言葉（水曜・木曜 RKK制作）
- 15:45 - イブニングひょうご（月曜 - 木曜）

### フロートゾーン
- 16:00 - 歌声は風にのって（提供・神姫バス）[3]

### 第2部
- 16:30 - 第2部オープニング
- 16:33 - ラジオ関西交通情報（提供：関西電力）
- 16:36 - ニュースフラッシュ1
- 16:40 - ニュース今日の一滴
- 16:50 - 夕刊拾い読み
- 16:57 - 姫路市からのお知らせ（スポットCM）
- 17:00 - ラジオ関西交通情報
- 17:03
  - 播磨ピックアップニュース（月曜・水曜・金曜、提供：グローリー）
  - 神戸新聞ラジオ夕刊（火曜）
- 17:12 - ミュージックダイアリー（提供：兵庫創価学会）
- 17:19 - イブニングひょうご（金曜）
- 17:21 - ラジオ関西天気情報（火曜のみ沢の鶴提供）
- 17:25 - ラジオ関西交通情報（提供：兵庫トヨタ）
- 17:27 - メッセージ紹介

### 過去

#### 第1部
以下は野球シーズンオフ（2014年度までは火曜 - 木曜の野球中継が基からない日も。月曜は通年）はフロート番組として内包。野球シーズン中は独立番組扱いとして放送
- 17:43　競馬レポート（提供：兵庫県競馬組合）　DJ:吉田勝彦、竹之上次男
- 17:50　ラジ王

#### 第2部
以下は野球シーズンオフ（2014年度までは火曜 - 木曜の野球中継が基からない日も。月曜は通年）の放送
- 17:55　第2部オープニング
- 18:00　GO!GO!ヴィッセル神戸（フロート番組　月曜）
- 18:05　ニュースフラッシュ2（火曜 - 金曜）
- 18:15　アラ・カルチャー（同上）
- 18:30　耳からウロコまたは音楽
- 18:35　ラジオ関西交通情報
- 18:38　ニュースフラッシュ3
- 18:48　ローカルエディット
- 18:53　ニュースフラッシュ4（※このニュースのみ報道フロアのアナウンサーが担当）
- 18:57　エンディング

※2010年1月1日 - 3月は毎週金曜 16:30 - 18:45の放送となったので、18:35の交通情報終了後は、ニュースフラッシュ4⇒エンディングという流れだった。
月曜 18:00 - 18:30は「GOGO!ヴィッセル神戸」を放送（内包番組）。2013・14年度10月 - 11月は「神戸マラソン」協賛の期間限定番組「LUN!LUN!RUN!」を放送するため、この期間中は17:43に終了。
ローカルエディットとアラ・カルチャーは順番が逆になる場合がある。
プロ野球中継放送のため、4月より9月は原則として第1部のみとなっているが、2010年度 - 2014年度の火曜と木曜（2012年度 - 2014年度は水曜も）で、ラジオ関西ジャイアンツナイターの中継が出来ない試合の当該日（交流戦期間中の移動・予備日や、読売ジャイアンツがビジターとなる試合で放送権が確保できない試合の日=ヤクルト・中日戦など、また巨人戦でも祝日でデーゲーム開催となった場合の一部の日）は「ジャイアンツナイタースタジオ特集」の扱いで第2部もあった（編成により第2部が放送されない日があり、その場合は林担当で17:55 - 18:00にラジオ関西ニュースを放送）。
但し、火曜 - 木曜に当初から試合がありつつ雨天等の不可抗力で中止になっても第2部の放送はせず、ラジオ日本制作のレインコート番組（2014年は「ジャイアンツナイター・麻布台スタジアム」）を送っていた。